# 海は燃えていた
『海は燃えていた』（うみ-も-）は、東海テレビ制作・フジテレビ系列で、1969年9月29日～1970年1月2日に放送された昼ドラマである。

## キャスト
- 小林千登勢
- 金内吉男

## スタッフ
- 監督:三輪彰、吉野安男
- 脚本:竹内勇太郎